# Graphomya panamensis
Graphomya panamensis är en tvåvingeart som beskrevs av Carroll William Dodge 1965. Graphomya panamensis ingår i släktet Graphomya och familjen husflugor.
Artens utbredningsområde är Panama. Inga underarter finns listade i Catalogue of Life.